# Tommaso Bai
Tommaso Bai (né le 10 juin 1636 à Crevalcore, dans l'actuelle province de Bologne, alors dans les États pontificaux et mort le 22 décembre 1714 à Rome) est un ténor et compositeur italien de la seconde moitié du XVIIe et du début du XVIIIe siècle.

## Biographie
Après une carrière de ténor, Tommaso Bai devient maître de chapelle du Vatican (1713).

## Œuvres
On lui doit un Miserere, considéré comme un chef-d’œuvre égal à celui d'Allegri et admiré par Mozart, et des messes.